# Maison de Berg
Pour les articles homonymes, voir Altenberg.

Armes de la maison de Berg : d’argent au lion de gueules, la queue fourchée passée en sautoir, armé, lampassé et couronné d’or.

Les comtes de Berg, branche cadette de la dynastie lotharingienne des Ezzonides, régnèrent du XIe siècle au début du XVIe siècle. En l'espace de cinq siècles, les princes de Berg (ou Altenberg) unifièrent sous leur sceptre tant de fiefs qu'ils donnèrent naissance au duché de Juliers.

## Histoire
Les comtes de Berg, vidames héréditaires de l'abbaye de Deutz, forment une branche cadette des Ezzonides dont les origines remontent au royaume de Lotharingie au IXe siècle. Ils sont mentionnés pour la première fois en 1003.
Outre la jouissance des biens des abbayes de Deutz et de Werden, ils étaient châtelains d'Altena sur la Lenne.
Dès 1056, Adolphe de Berg est cité comme avoué de la congrégation de Gerresheim. Les comtes de Berg sont mentionnés pour la première fois en tant que tels en 1050 lorsque le petit-fils d'Adolphe Ier de Lotharingie, Adolphe Ier de Berg, devint le premier comte de Berg. Les comtes de Berg devinrent rapidement la dynastie la plus puissante de la région de Rhin.
En 1160 leur domaine héréditaire est partagé en deux comtés : l'un deviendra le comté de La Marck, qui retournera dans l'héritage familial au XVIe siècle. En 1280, les comtes de Berg transférèrent leur cour du château de Burg (sur la Wupper) à Düsseldorf. Le plus puissant comte de Berg de cette première période, l'archevêque Engelbert II de Berg, mourut assassiné le 7 novembre 1225. Le comte Adolphe V de Berg combattit aux côtés des vainqueurs de la bataille de Worringen contre les comtes de Gueldre en 1288.
La puissance de la famille comtale de Berg continua de s'accroître au XIVe siècle. Le comté de Juliers fut rattaché au comté de Berg en 1348, puis en 1380 l'empereur Sigismond éleva les seigneurs de Berg au rang de ducs, donnant ainsi naissance au duché de Juliers.

Le duché de Berg et les États voisins vers la fin de la guerre de Trente Ans (en 1645).

En 1509, Jean III de Clèves épousa Marie de Gueldre, fille et ultime héritière de Guillaume IV de Juliers-Berg. Avec la mort de ce dernier en 1521, la lignée des ducs de Juliers-Berg s'éteignait : par la grâce de la loi salique prévalant dans le Saint-Empire romain germanique, Jean III unifia par union personnelle sous sa bannière les duchés de Juliers et de Berg et le comté de Ravensberg, soit la plus grande partie de l'actuel land de Rhénanie-du-Nord-Westphalie, à l'exception des dépendances de l'archevêché de Cologne et du diocèse de Münster.
Cependant, cette nouvelle lignée ducale de Clèves s'éteignit à son tour en 1609, lorsque le dernier duc mourut fou. Il s'ensuivit un long procès en succession pour les différents territoires jusqu'au partage de 1614 : le comte palatin de Neubourg, qui s'était converti au catholicisme, annexa Juliers et Berg, tandis que Clèves et la Marck revinrent à l'électeur Jean Sigismond de Brandebourg, qui devait par la suite devenir duc de Prusse. Avec l’extinction de la branche aînée régnant sur le palatinat en 1685, la dynastie des princes de Neuburg hérita de l’électorat et fit de Düsseldorf sa capitale jusqu'à ce que l'électeur palatin hérite de l’électorat de Bavière en 1777.